# وبستر (تگزاس)
وبستر، تگزاس(به انگلیسی: Webster, Texas) شهری در ایالت تگزاس از ایالات جنوبی ایالات متحده آمریکا است. در سرشماری سال ۲۰۰۰، جمعیت این شهر ۹۰۸۳ نفر اعلام شد.